# 成連
成連（？—？），春秋時琴師，晉國琴師伯牙之師。

## 故事
伯牙向成連學琴，未能達到神情專一的境界。成連向伯牙說：「吾師方子春今在東海中，能移人情。」於是與伯牙一同前往蓬萊山。到了蓬萊山，和伯牙說：「子居習之，吾將迎師。」成連划船走，許久不回來。伯牙在這無人的狀態下，觸景生情，曰：「先生將移我情！」便開始彈奏。曲子彈奏結束，成連返回，與伯牙返航。